# Reverence
Reverence (с англ. — «Почитание») — дебютный студийный альбом электронного коллектива Faithless, вышедший 8 апреля 1996 года.

## Об альбоме
В Reverence вошли известные композиции «Insomnia» и «Salva Mea», которые в скором времени были названы эпическими. Благодаря этому альбому группа получила широкую известность, что обеспечило им плотный гастрольный график.
Переиздание Reverence, получившее название Reverence / Irreverence, включало в себя дополнительный диск ремиксов. Сингл-версии «Salva Mea» и «Don’t Leave» разительно отличаются от альбомных.

## Список композиций
| №   | Название                 | Автор(ы)                         | доп. вокал                  | Длительность |
| --- | ------------------------ | -------------------------------- | --------------------------- | ------------ |
| 1.  | «Reverence»              | Rollo, Sister Bliss, Maxi Jazz   |                             | 7:43         |
| 2.  | «Don't Leave»            | Rollo, Sister Bliss, Jamie Catto | Jamie Catto, Pauline Taylor | 4:02         |
| 3.  | «Salva Mea»              | Rollo, Sister Bliss, Maxi Jazz   | Dido                        | 10:47        |
| 4.  | «If Lovin' You is Wrong» | Rollo, Sister Bliss, Maxi Jazz   | Pauline Taylor              | 4:17         |
| 5.  | «Angeline»               | Rollo, Sister Bliss, Jamie Catto | Jamie Catto                 | 3:37         |
| 6.  | «Insomnia»               | Rollo, Sister Bliss, Maxi Jazz   |                             | 8:47         |
| 7.  | «Dirty Ol' Man»          | Rollo, Sister Bliss, Maxi Jazz   |                             | 3:05         |
| 8.  | «Flowerstand Man»        | Rollo, Dido                      | Dido                        | 3:22         |
| 9.  | «Baseball Cap»           | Rollo, Sister Bliss, Maxi Jazz   | Jamie Catto, Sister Bliss   | 2:56         |
| 10. | «Drifting Away»          | Rollo, Sister Bliss              | Penny Shaw                  | 4:09         |

### Irreverence
1. «Flowerstand Man (Matt Benbrook Remix)» feat. Dido — 3:58
2. «Angeline (The Innocents Mix)» — 1:47
3. «Reverence (DJ Tamsin Re-fix)» — 5:18
4. «Soundcheck Jam» — 3:00
5. «Salva Mea (Way Out West Remix)» — 7:46
6. «Don’t Leave (Floating Remix by Rollo & Sister Bliss)» feat. Pauline Taylor — 5:53
7. «Drifting Away (Paradiso Mix by Angelo D’Caruso)» feat. Penny Shaw — 6:46
8. «Insomnia (Moody Mix by Rollo & Sister Bliss)» — 10:40
9. «Baseball Dub (Cheeky All Stars Remix by Goetz, Matt Benbrook, Rollo & Sister Bliss)» — 2:40

## Сертификации
| Регион | Сертификация | Продажи  |
| --- | ------------ | -------- |
| Германия (BVMI) | Золотой      | 250 000^ |
| Нидерланды (NVPI) | Золотой      | 50 000^  |
| Норвегия (IFPI Norway)                                                                                                   | Золотой      | 25 000*  |
| Швейцария (IFPI Switzerland)                                                                                             | Золотой      | 25 000^  |
| Великобритания (BPI) | Платиновый   | 300 000* |
| * Данные о продажах приведены только на основе сертификации. ^ Данные о тиражах приведены только на основе сертификации. |              |          |